# Rue Turenne (Colmar)
Pour les articles homonymes, voir Rue Turenne.
La rue Turenne est une voie de la commune française de Colmar.

## Situation et accès
Cette voie de circulation, d'une longueur de 280 m (plus un décrochage de 45 m), se trouve dans le quartier centre.
On y accède par le boulevard Saint-Pierre, les rues rue Schwendi, Saint-Jean, de la Poissonnerie, de la Herse, des Bateliers, de l'Ancienne-Mairie, des Tisserands, la route de Bâle et la place des Six-Montagnes-Noires.
Cette voie n'est pas desservie par les bus de la TRACE même si ses bus y circulent.

## Origine du nom
La rue doit son nom au maréchal Henri de La Tour d'Auvergne (1611 - 1675).

## Historique
La rue s’appelait Baslerstrasse pendant l'occupation allemande entre 1940 et 1945.

## Bâtiments remarquables et lieux de mémoire
Dans cette rue se trouvent des édifices remarquables.

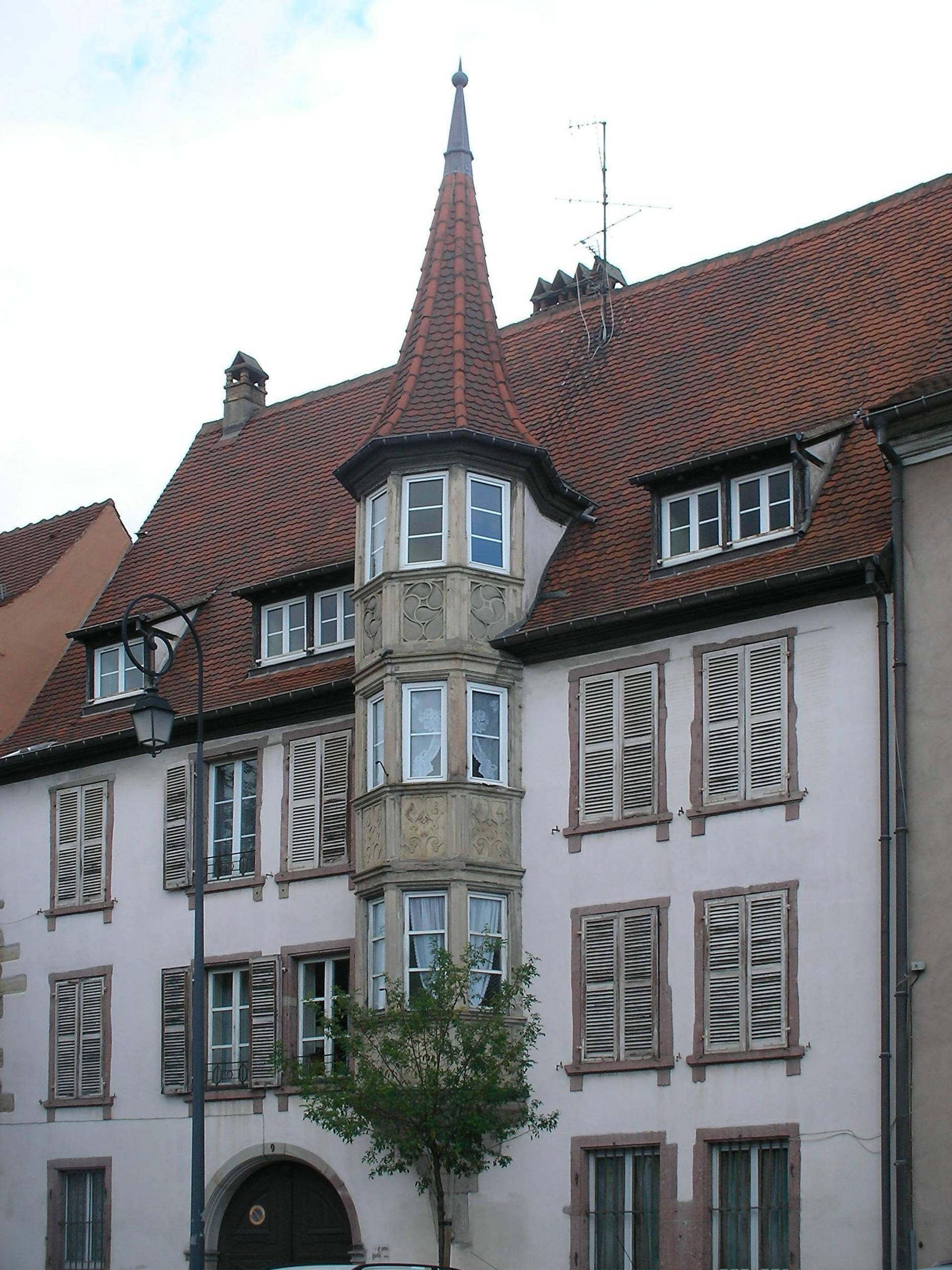
Maison (1605) au no 9 Inscrit MH (1929)
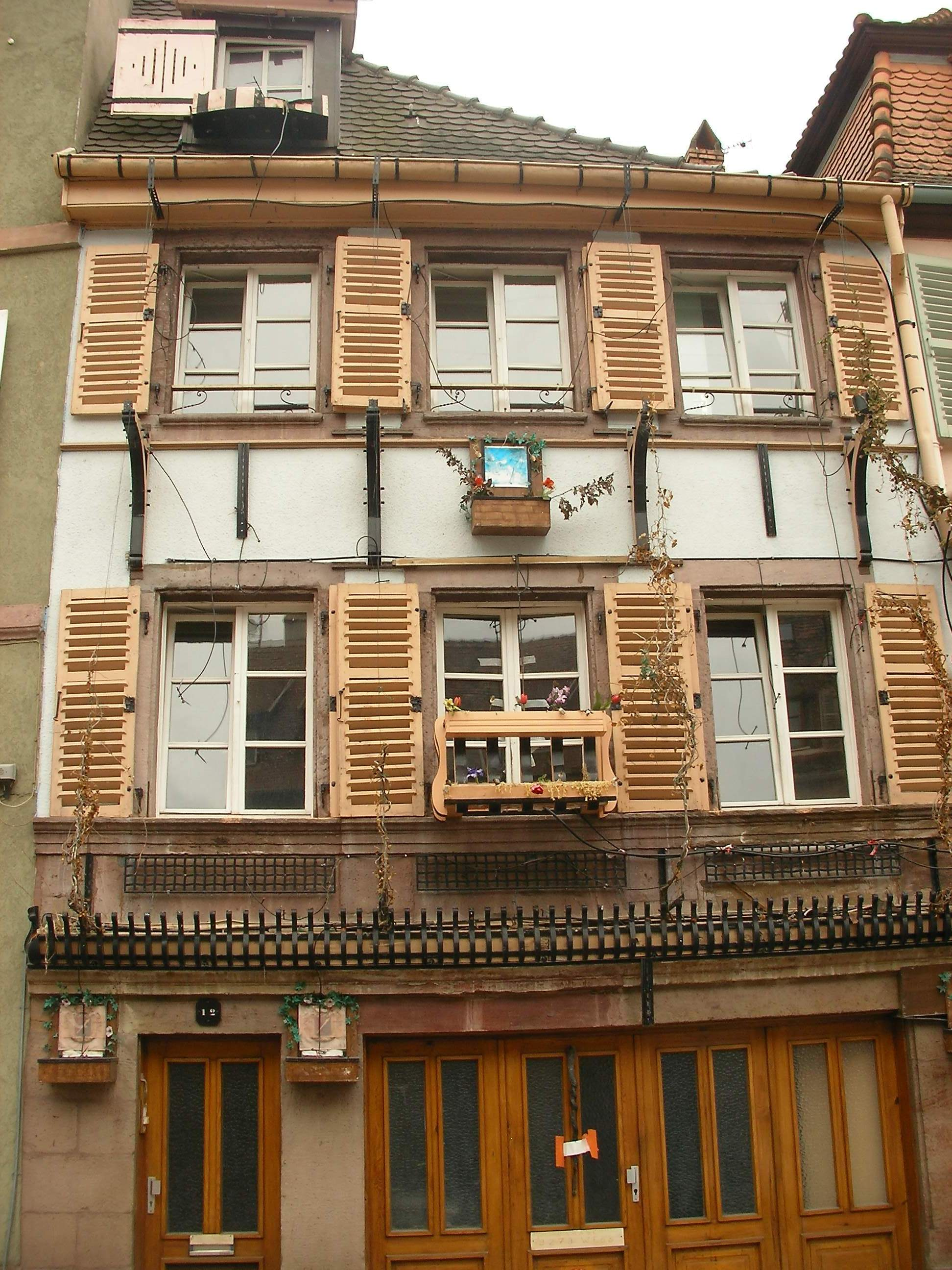
Auberge à l'Ail au (1524) no 12
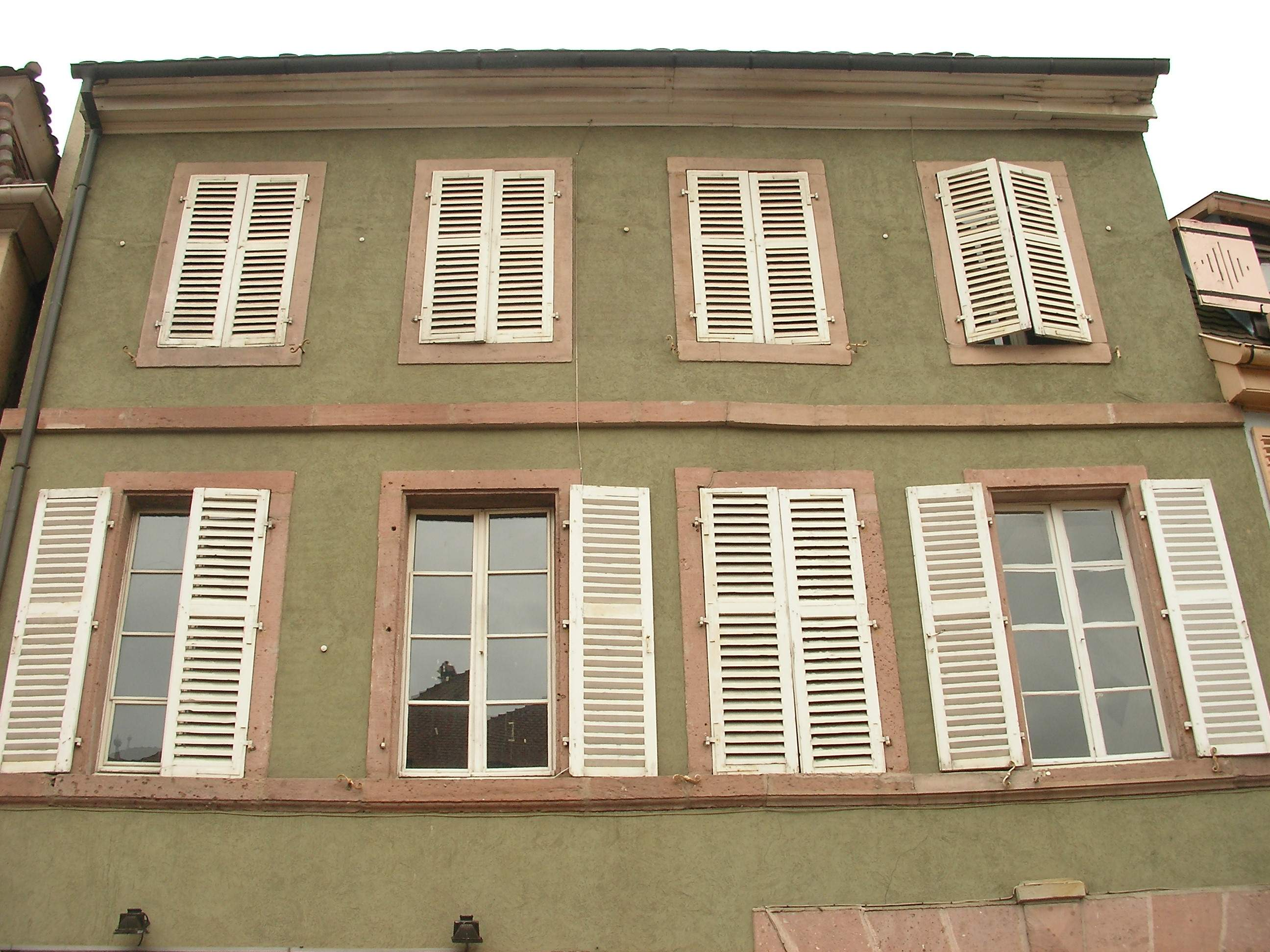
Auberge au Petit Cheval Blanc au no 14
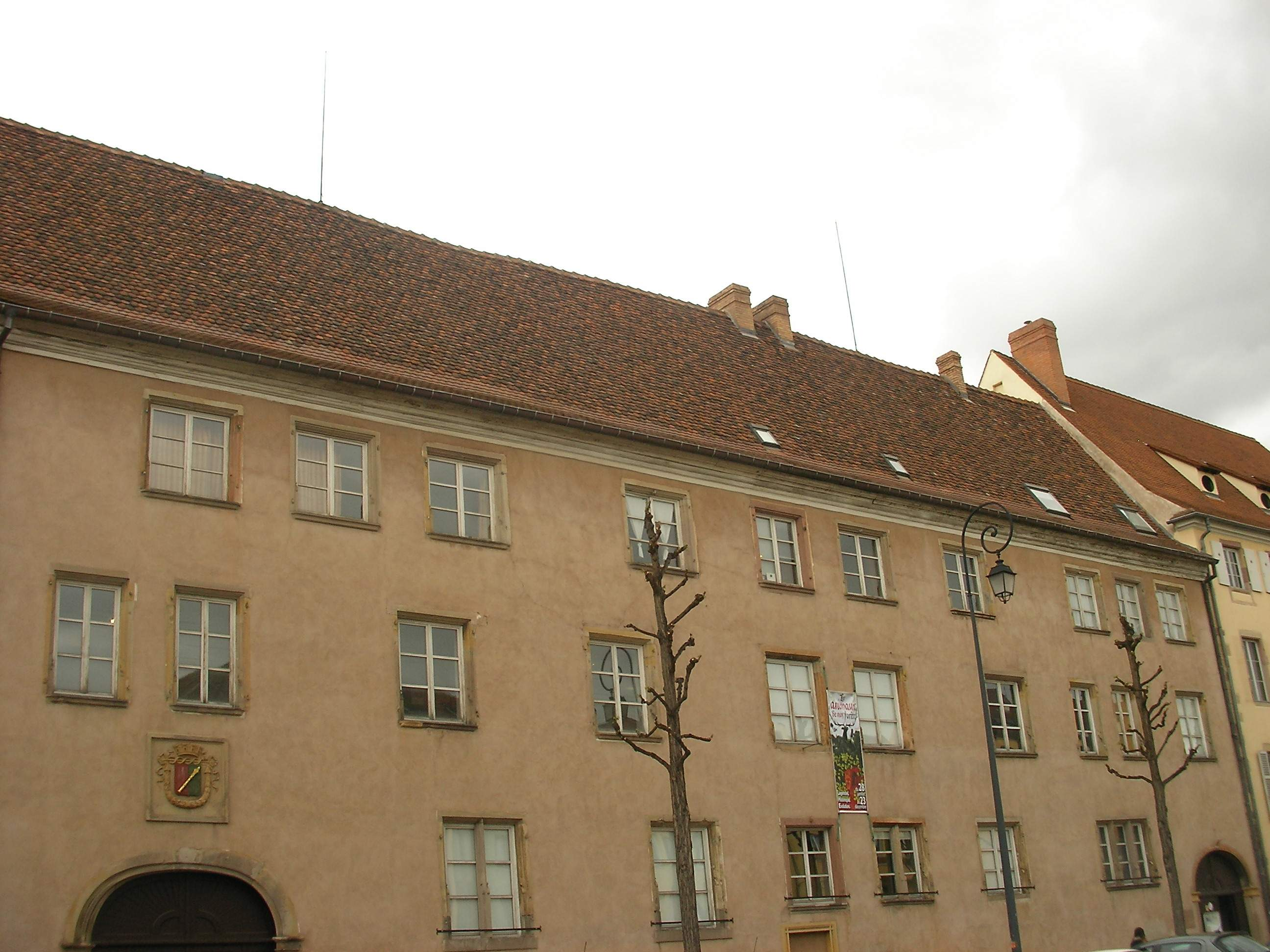
Maison du tailleur de pierre (1467) au no 11
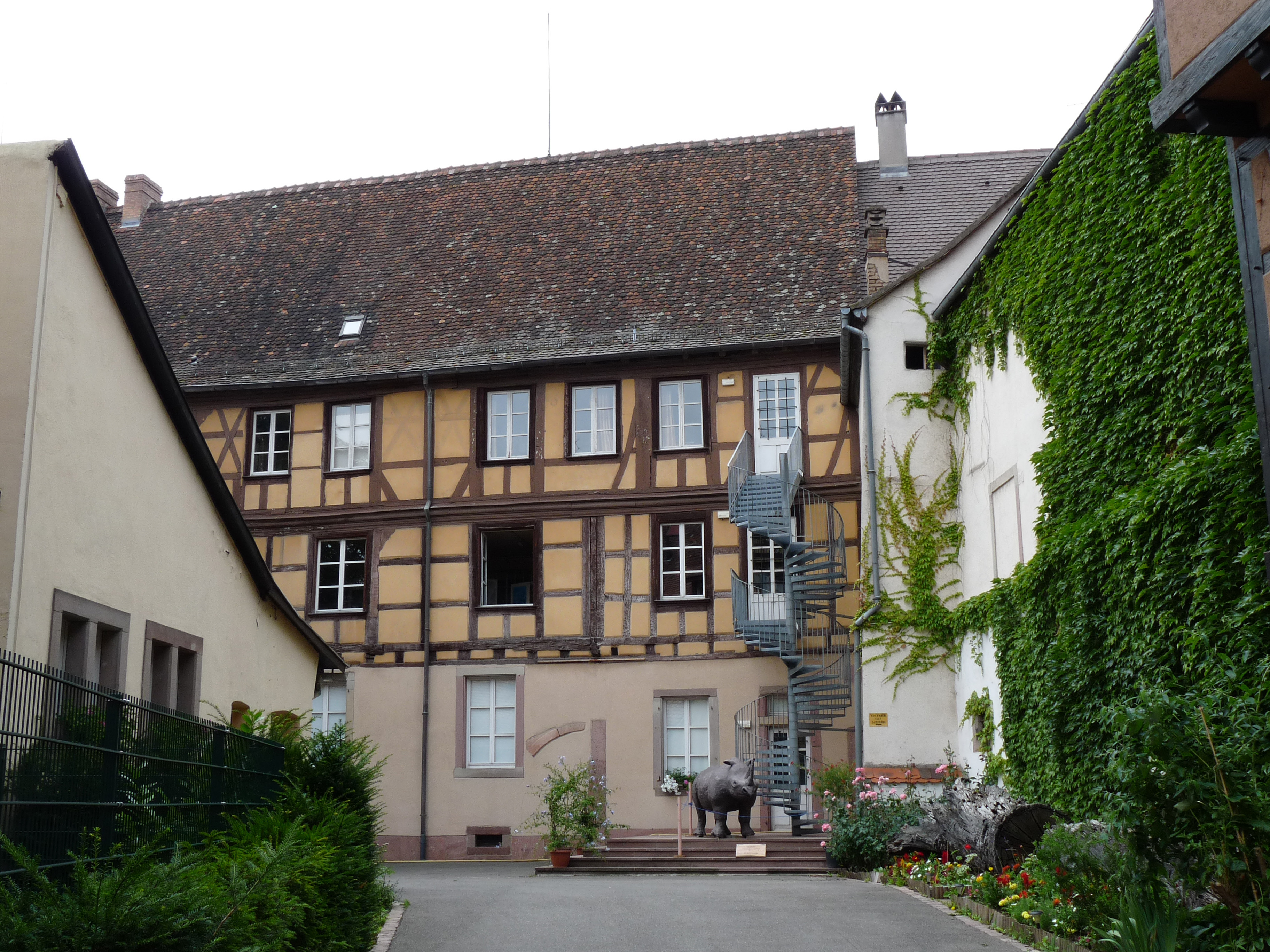
Musée d'histoire naturelle et d'ethnographie au no 11